# Euophrys albopatella
Euophrys albopatella là một loài nhện trong họ Salticidae.
Loài này thuộc chi Euophrys. Euophrys albopatella được Alexander Petrunkevitch miêu tả năm 1914.